# Eva Stehlíková
Eva Stehlíková (1. února 1941 Plzeň – 12. srpna 2019 Brno) byla česká klasická filoložka, překladatelka a teatroložka, emeritní profesorka Masarykovy univerzity v Brně. Zabývala se především antickým a středověkým divadlem a moderními inscenacemi řeckého a římského dramatu.

## Život
Roku 1958 maturovala v Děčíně a v letech 1958–1963 studovala latinu a češtinu na Filozofické fakultě Univerzity Karlovy, kde roku 1969 získala titul PhDr. V letech 1966–1998 pracovala jako vědecko-technická (po roce 1989 jako vědecká) pracovnice v Ústavu pro klasická studia v Československé akademii věd, později v Akademii věd České republiky. V letech 1977–1981 vydávala s Václavem Königsmarkem samizdatový časopis Dialog, v devadesátých letech 20. století založila databázi inscenací antických her www.olympos.cz. Od roku 1994 přednášela antické a středověké divadlo na Filozofické fakultě Masarykovy univerzity v Brně. V letech 1998–2006 působila také na Filozofické fakultě Univerzity Karlovy. Roku 1994 se habilitovala a roku 1998 byla jmenována profesorkou. Jejím manželem byl klasický filolog a lingvista PhDr. Ing. Karel Hubka (1938–1986), vydavatel spisů J. A. Komenského. Překládala antická a středověká dramata a texty o antickém divadle.

## Dílo
- E. Stehlíková (ed.), Catullus, Zhořklé polibky. Praha: Československý spisovatel 1980
- E. Stehlíková (ed.), Sbohem, starý Říme. Praha: Československý spisovatel 1983
- E. Stehlíková, Řecké divadlo klasické doby. Praha: Ústav pro klasická studia 1991
- E. Stehlíková, Římské divadlo. Praha: KLP 1993
- E. Stehlíková, A co když je to divadlo? Několikero zastavení nad středověkým latinským dramatem. Praha: Divadelní ústav/Koniasch latin press 1998
- E. Stehlíková, Divadlo za časů Nerona a Seneky. Praha: Divadelní ústav 2005
- E. Stehlíková, Antické divadlo. Praha: Karolinum 2005
- E. Stehlíková (ed.), Alfred Radok. Mezi filmem a divadlem. Praha: AMU/Národní filmový archiv 2007
- E. Stehlíková, Co je nám po Hekubě? Praha: Brkola 2012
- E. Stehlíková, Ancient Greek and Roman theatre. Brno: Masarykova univerzita 2014
- E. Stehlíková, Vetera et nova. Praha: Torst 2014[2]

### Překlady z latiny
- Hostina Cyprianova (Divadelní revue, 3/1994)
- Hrosvitha: Abraham aneb Pád a obrácení Marie, poustevníka Abrahama neteře (Praha: Dilia 1990, s Karlem Hubkou)
- Plautus: Komedie o laně (Praha: Dilia 1988)
- Seneca: Thyestes (Divadelní revue, 3/1992)
- Seneca: Faidra. Praha: Artur 2011
- Seneca: Oidipus, Thyestes. In Seneca Tragédie I. Brno: Větrné mlýny, 2017
- Seneca: Foiničanky aneb Thebais. In Seneca Tragédie II. Brno: Větrné mlýny, 2018

### Překlady ze starověké řečtiny
- Menandros: Komedie pro všední den (Praha: Svoboda 1983, s Karlem Hubkou)[3]
- Eurípidés: Trojanky (Praha: Dilia 1984)

### Sborníky
- Ad honorem Eva Stehlíková (ed. Pavlína Šípová, Marcela Spívalová a Jan Jiřík) (Praha: Filosofický ústav AVČR, 2011)

### Ocenění
V roce 1994 obdržela Cenu Akademie věd České republiky za popularizaci vědy. V roce 2012 byla nominována na Cenu M. Paulové.